# Rhodostemonodaphne capixabensis
Rhodostemonodaphne capixabensis, também conhecido como oliveira-da-praia ou canela-do-nativo, é uma espécie de planta do gênero Rhodostemonodaphne e da família Lauraceae. 

## Taxonomia
A espécie foi descrita em 1991 por Beulah Coe-Teixeira e João Batista Baitello. 

## Forma de vida
É uma espécie terrícola, arbustiva e arbórea. 

## Descrição
Árvores de 4 - 18 metros de de altura, ramos angulosos, estriados, pubescentes; gemas apicais tomentosas. Ela tem folhas alternas, pecíolo de 1,2 – 1,7 cm, robusto, canaliculado, estriado, pubérulo; lâmina cartáceo-coriácea, elíptica a obovada, de 4 - 11 x 3 – 6,5 cm, base obtusa a sub-equilátera, ápice arredondado a curto acuminado, face adaxial glabra a esparso pubescente, face abaxial esparso pubescente; nervura principal levemente elevada na face adaxial, tomentosa, proeminente na face abaxial; padrão de nervação eucamptódromo, nervuras secundárias proeminentes na face abaxial,  3- 5 pares alternos,  reticulado denso, domácias ausentes. Inflorescência axilar, tirsoide -paniculada. Ela tem flores com tépalas ovadas 0,2 - 0,25  centímetros de comprimento, face adaxial tomentosa, face abaxial velutina. Flores estaminadas: estames das séries I, II, com filetes largos, pilosos na base, anteras das séries I e II, largamente elípticas a orbiculares de 0,6-1,6 milímetros de comprimento; estames da série III anteras ovais a sub-retangulares, 0,8 – 2,2  milímetros de comprimento, com 4- microsporângios, par de glândulas na base; série IV estaminodial ausente, pistilóide, rudimentar, filiforme. Flores pistiladas: ovário oval, glabro, estilete curto, robusto; estigma capitado. Fruto bacáceo, elíptico, de 3-4 de de comprimento, 1,5-2 de largura, cúpula subemisférica, lenhosa, 0,9-1,2 de de altura, 1-1,5 centímetros de comprimento, e tépalas decíduas.  
| Caule                   | Caule                                  |
| ----------------------- | -------------------------------------- |
| ramo                    | anguloso/estriado/pubescente           |
| gema apical com tricoma | tomentosa                              |
| Folha                   |                                        |
| pecíolo                 | canaliculado/robusto/estriado/pubérula |
| lâmina                  | cartáceo coriácea/elíptica à obovada   |
| base                    | obtusa à sub equilateral               |
| ápice                   | arredondado à curto acuminado          |
| Inflorescência          |                                        |
| inflorescência          | axilar/tirsóide paniculada             |
| Flor                    |                                        |
| tépala                  | ovada                                  |
| flor                    | estaminada                             |
| estame das séries 1 2   | com filete espesso                     |
| antera das séries 1 e 2 | largamente elíptica à orbicular        |
| estame da série 3       | oval à sub retangular                  |
| par de glândula         | presente                               |
| série 4 estaminoidal    | ausente                                |
| pistilódio              | rudimentar/filiforme                   |
| flor pistilada          | ovário oval/glabro                     |
| Fruto                   |                                        |
| forma                   | elíptico                               |

## Conservação
A espécie faz parte da Lista Vermelha das espécies ameaçadas do estado do Espírito Santo, no sudeste do Brasil. A lista foi publicada em 13 de junho de 2005 por intermédio do decreto estadual nº 1.499-R. 

## Distribuição
A espécie é encontrada no estado brasileiro de Espírito Santo. 
A espécie é encontrada no domínio fitogeográfico de Mata Atlântica, em regiões com vegetação de restinga.